# Ten Years After

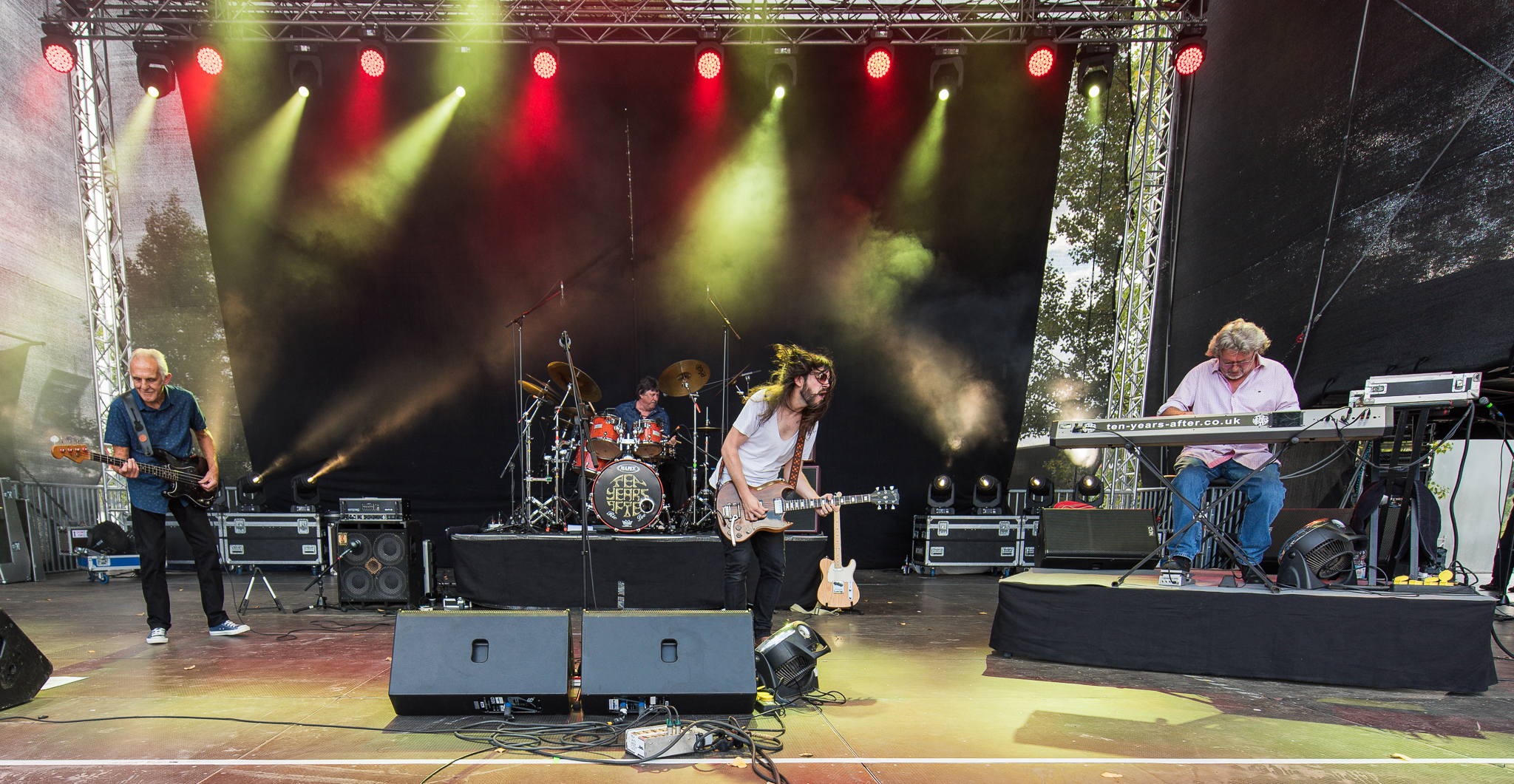
Ten Years After - 2015

Ten Years After (укр. Десять років потому) — британський блюз-рок гурт, утворений 1966 року в Лондоні. До складу гурту ввійшли: Елвін Лі (Alvin Lee; 19 грудня 1944, Ноттінгхем, Велика Британія) — гітара, вокал; Чік Черчілл (Chick Churchill; 2 січня 1949, Молд, Велика Британія) — клавішні; Ліо Лайонс (Leo Lyons; 30 листопада 1943, Стендбрідж, Велика Британія) — бас та Рік Лі (Ric Lee; 20 жовтня 1945, Кеннок, Велика Британія) — ударні.
Елвін Лі, Рік Лі (вони лише однофамільці) та Ліо Лайонс до утворення Ten Years After виступали разом у ноттінгеміському гурті The Jaybirds. З самого початку своєї кар'єри Ten Years After грали суміш з рок-н-ролу та блюзу, яка досить відрізнялась від типово блюзової продукції Fleetwood Mac, Chicken Shack та Savoy Brown. Дебютний альбом «Ten Years After» значною мірою було проігноровано і гурт був змушений на кілька місяців присвятити себе інтенсивним виступам у клубах, щоб здобути популярність.
Чудова платівка «Undead», до якої було включено матеріал з концерту у клубі «Klooks Kleck», доводила, що Елвін Лі є надзвичайно вмілим гітаристом. Його вміння забезпечило йому роль лідера гурту, відсунувши на другий план інших трьох музикантів, які разом становили музичний фон для нього. Незабаром формація почала з великим успіхом гастролювати Америкою, а повна експресії інтерпретація твору «I'm Going Home» на фестивалі «Woodstock» стала одним з найкращих номерів тієї імпрези. У наступні два роки квартет записав чотири альбоми, які потрапили на топ-аркуші США та Британії. До найкращого з них «Ssssh» зі знімком авторства Грейема Неша на обкладинці, ввійшов твір «Stoned Woman», який становив квінтесенцію стилю та звучання гурту. Композиція «Love Like A Man», що походила з чергового лонгплея «Cricklewood Green», стала єдиним британським хітом Ten Years After.
На альбомі 1971 року «A Space In Time» гурт відмовився від свого типового гітарного звучання на користь електроніки. В 1972 році, після появи платівки «Rock'N'Roll Music To The World», гурт вирішив відпочити і припинив концертні виступи, а його учасники тим часом зайнялись сольними проектами. Однак після реанімування квартету з'ясувалось, що їх нова продукція втратила давню енергію і спонтанність, тому незабаром Елвін Лі офіційно проголосив про розпад Ten Years After. 1978 року Лі утворив тріо Ten Years Later, однак йому не вдалось здобути успіху. 1989 року оригінальний склад гурту знову зібрався і записав альбом «About Time», який викликав зацікавленість лише серед палких прихильників Ten Years After. Однак музиканти цим не розчарувались і продовжили свою діяльність.

## Дискографія
- 1967: Ten Years After
- 1968: Undead
- 1969: Stonehenge
- 1969: Ssssh
- 1970: Cricklewood Green
- 1970: Watt
- 1971: A Space In Time
- 1972: Alvin Lee & Co
- 1972: Rock'N'Roll Music To The World
- 1973: Recorded Live
- 1974: Positive Vibrations
- 1975: Goin' Home — Their Greatest Hits
- 1977: Classic Performances
- 1981: Hear Me Calling
- 1987: Original Recordings Volume 1
- 1988: Portfolio
- 1989: About Time
- 1990: Live At Reading '83
- 1995: Pure Blues
- 1995: The Collection

## Елвін Лі (Alvin Lee)
- 1973: On The Road To Freedom (разом з Майлоном Ле Февром)
- 1974: In Flight (з гуртом Alvin Lee & Co)
- 1975: Pump Iron (з гуртом Alvin Lee & Co)
- 1978: Let It Rock
- 1978: Rocket Fuel (з гуртом Ten Years Later)
- 1979: Ride On (з гуртом Ten Years Later)
- 1980: Freefall (з гуртом The Alvin Lee Band)
- 1981: Rx5 (з гуртом The Alvin Lee Band)
- 1982: Alvin Lee & Company
- 1986: Detroit Diesel
- 1992: Zoom
- 1993: 1994
- 1995: Live In Vienna

## Чік Черчілл (Chick Churchill)
- 1973: You & Me